# Chiesa di San Domenico (L'Aquila)
La chiesa di San Domenico è un edificio religioso dell'Aquila. Venne fatta costruire nel XIV secolo adiacente all'omonimo complesso conventuale, già Palazzo Reale, donato da Carlo II d'Angiò all'ordine domenicano in adempimento di un voto fatto mentre si trovava prigioniero a Barcellona. Nel 1902 è stata dichiarata monumento nazionale.
È rimasta gravemente danneggiata dal terremoto del 2009 ed è attualmente inagibile.

## Storia
Il luogo dove oggi sorgono la chiesa ed il convento, secondo alcune fonti antiche era in origine, nel XIII secolo, occupato dal Palazzo Reale, residenza aquilana degli Angiò. L'intera struttura, che occupava gran parte di un colle tra i più alti della città, fu poi ceduta da Carlo II d'Angiò nell'anno 1300 ai frati domenicani perché vi potessero costruire una chiesa ed un convento adeguati.

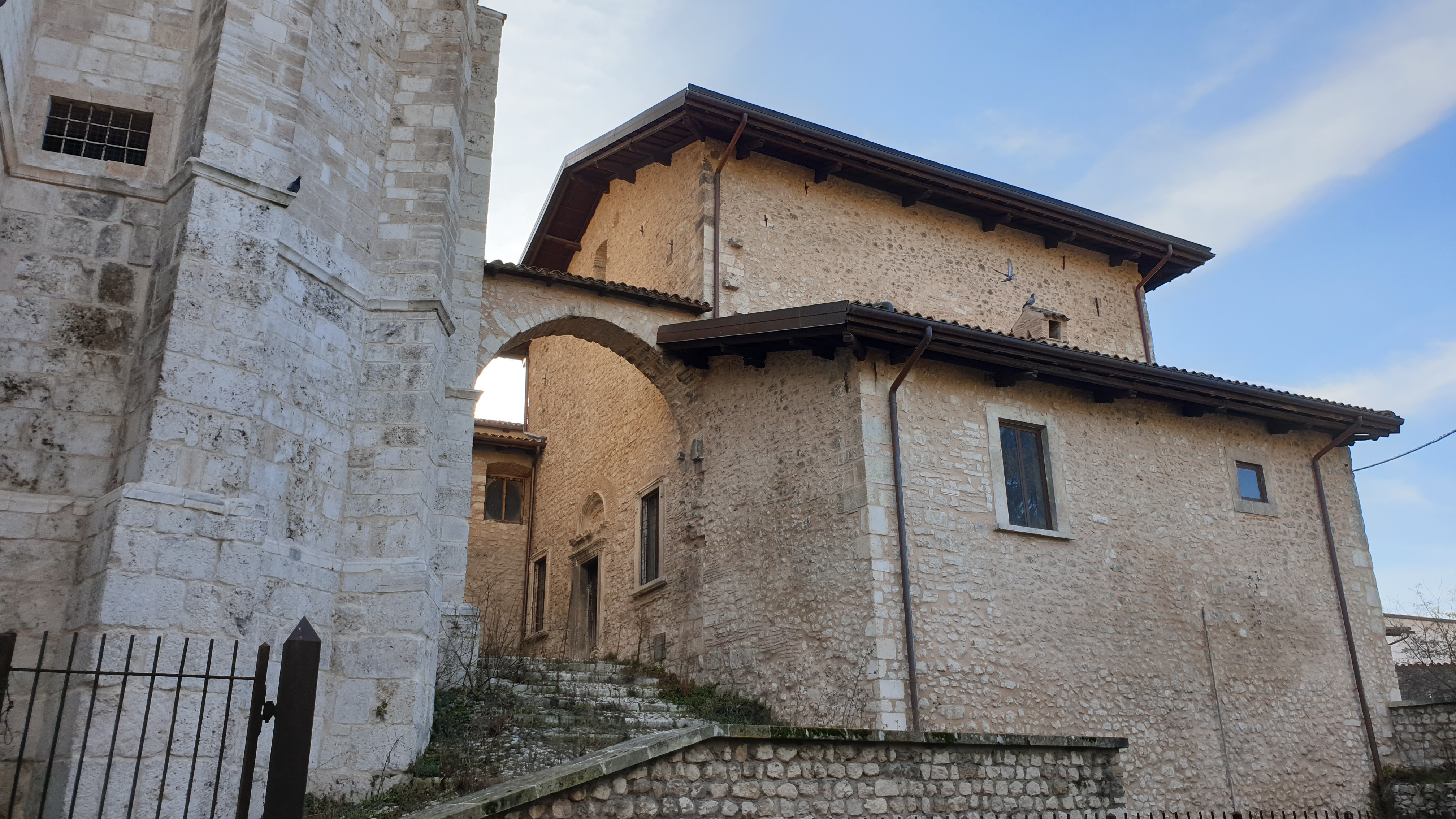
Prospetto posteriore, oratorio di Santa Croce

La costruzione dell'edificio religioso, dedicato alla Maddalena per la devozione di Carlo II alla santa, iniziò nel 1309 ed inglobò le preesistenze duecentesche come l'attuale ex oratorio di Santa Croce con portale romanico su via Barete, ma venne rinnovata più volte nel corso del XIV secolo soprattutto in seguito ai frequenti terremoti, fra cui quelli del 1315 e 1349. Nel 1336 risulta completato il chiostro orientale ma, dopo il terremoto del 1349, nel 1362 la chiesa non era ancora completata se un documento di quell'anno racconta che i frati vendettero delle proprietà per proseguirne la costruzione. Altri lavori si prolungarono per diverso tempo e in alcuni casi, come il rivestimento lapideo del prospetto principale, non vennero mai portati a termine. in ogni caso la chiesa trecentesca, risultato probabilmente dei disegni portati da Carlo II d'Angiò dalla Provenza e dalle maestranze francesi che contribuirono alla realizzazione della chiesa, aveva tre navate divise da sei arcate per ogni lato e con copertura probabilmente a capriate, mentre il transetto doveva avere volte a crociera ed aprirsi verso le absidi con grandi archi acuti.
Nel 1461 un altro terremoto provocò il crollo della navata centrale e di quella laterale destra e rese necessario un nuovo restauro dell'impianto, ma anche una nuova fase costruttiva, con la realizzazione del secondo chiostro protrattasi fino al secondo decennio del Cinquiecento e completato con la decorazione di Saturnino Gatti nella cappella del Rosario. Nei secoli successivi gli interventi sulla chiesa riguardarono prevalentemente gli aspetti decorativi, con l'inserimento, tra le altre cose, di opere e Cola dell'Amatrice.
Particolarmente tragico fu invece il bilancio successivo al terremoto del 1703 che riporta tra i seicento e gli ottocento decessi nella sola San Domenico in seguito al crollo del soffitto, di parte del transetto e della parte absidale, risparmiando solo la Cappella del Rosario; la chiesa era gremita poiché il giorno del sisma, il 2 febbraio, coincidette con la popolare festa della Candelora e l'ora, mezzogiorno circa, con quella della messa. Il processo di ricostruzione, che per la sola parte strutturale si completò nel 1712, non portò ad un rinnovamento architettonico dell'impianto basilicale come nella maggior parte degli altri monumenti aquilani danneggiati, ma ci si limitò ad una ricostruzione dell'edificio secondo la pianta della chiesa precedente al terremoto, aggiungendo elementi decorativi plastici di gusto tardo barocco nella cornice di portali e finestre, per lo più attribuiti al milanese Piazzola.
Nel 1809 il convento fu soppresso ed affidato alle autorità municipali che l'anno seguente lo destinarono a carcere, dismesso soltanto negli anni novanta del Novecento.
Nel 2009, colpita nuovamente dal terremoto, ha fatto registrare crolli nella parte sommitale della facciata e lesioni gravi sulle pareti dell'abside e delle navate centrale e, pertanto, non è attualmente agibile; le operazioni di restauro del monumento hanno un costo totale stimato di 9.000.000 euro ed un tempo di lavoro di 4 anni. La facciata del transetto è stata restaurata nel 2018 ed anche il convento è stato ristrutturato.

## Descrizione
La chiesa è situata nel rione di San Pietro, in uno dei punti più elevati della città. È posta in asse alla vicina chiesa di San Pietro a Coppito ed è circondata da due piccole piazze rettangolari in corrispondenza della facciata e del prospetto laterale (rispettivamente piazza Angioina e piazza San Domenico, oltre che dal complesso conventuale, visibile anche da viale Giovanni XXIII.

### Esterno
Tutto l'esterno dell'edificio è ancora rivestito da conci di pietra disposti regolarmente ed approntati nelle fasi medievali di costruzione, arricchiti dall’inserimento di fasce di pietre rosate come in molti edifici aquilani e rifinito in basso da un’alta zoccolatura sagomata e in alto da una fila di archetti trilobi ciechi.
L'edificio presenta una solenne, e tuttavia semplice, facciata mai completata per motivi economici. Il prospetto è diviso in due parti: quella inferiore, conclusa da lesene ai lati estremi, è alleggerita dalla presenza di due finestroni circolari laterali e due nicchie a monofora. La similitudine di questa facciata a quella di Santa Maria di Collemaggio non trova concordi su quale delle due possa essere la più antica: per alcuni la facciata sarebbe per la maggior parte trecentesca e quella di Collemaggio una derivazione quattrocentesca di questa. Per altri invece, gli elementi della facciata, e il suo apparire semplificata rispetto a quella di Collemaggio, fanno propendere per una datazione al primo Quattrocento di questa facciata rispetto all'altra. Il portale maggiore in pietra bianca e rossa, preceduto da una piccola scalinata, incorniciato da tre colonne e lesene per lato, presenta anch'esso similitudini con la Porta Santa in Santa Maria di Collemaggio. Il suo aspetto è arcaico, quasi ancora romanico, ma la carnosità degli elementi fitomorfi della decorazione, dai quali fuoriescono piccoli draghi che combattono serpi o ingoiano i frati peccatori, e il tipico motivo quattrocentesco degli angioletti genuflessi a reggere uno stemma gentilizio, fanno pensare ad una sua datazione al primo Quattrocento. La parte superiore della facciata, incompiuta, realizzata nella ricostruzione successiva al terremoto del 1703, presenta una finestra rettangolare in sostituzione di un terzo vuoto circolare crollato in tale terremoto.
Particolarmente interessante è anche la laterale chiusura orientale del transetto, un prospetto disposto su due livelli con cornice marcapiano e ampia zoccolatura, incanalato tra due grandi e sporgenti contrafforti angolari e rivestito interamente in conci. La presenza di bifore oblunghe in luogo dei consueti rosoni e soprattutto la presenza del coronamento a merlatura piana hanno fatto pensare ad un’origine civile o militare almeno di questa parte, che potrebbe confermare la presenza in questo luogo del palazzo reale angioino e la relativa donazione di esso ai domenicani. Il portale (anch'esso su scalinata) di carattere protogotico e di gusto francese, mescola elementi locali con altri di provenienza provenzale, e mostra un singolare motivo a cassettoni che, affiancando quello a spina di pesce, corre a formare l’archivolto del portale. L’utilizzo dell’arco a sesto acuto, la ricchezza degli elementi ornamentali e l’uso di mensolette a reggere l’architrave permettono di datare l’esecuzione del portale ai primi del XIV secolo.  L'abside presenta nella parte superiore una muratura differente dai regolari conci di pietra utilizzati per il resto dell'esterno, frutto del rifacimento seguente al terremoto del 1461.

### Interno
L'interno si presenta coerente con altre coeve architetture religiose angioine, tanto che forse il suo progetto potrebbe essere arrivato da oltralpe. La pianta originaria, a tre navate con transetto poco sporgente dal corpo longitudinale della chiesa e e cinque absidi poligonali, come nell'impianto originario di Santa Maria di Collemaggio, non si presenta oggi molto diversa dall'attuale, nonostante la maggiore profondità del transetto e la trasformazione di tre absidi da poligonali a rettangolari. Il rifacimento barocco di Piazzola ha portato al rivestimento delle arcate delle navate.
La cappellina a sinistra della maggiore è l'unica parte rimanente visibile della costruzione trecentesca e conserva un ciclo trecentesco ad affresco con Storie di San Giovanni Battista. L'ultima cappella di sinistra, la cosiddetta Cappella del Rosario, realizzata forse da Saturnino Gatti, si presentava in origine interamente coperta da affreschi del Gatti e conserva il Monumento funebre a Niccolò Gaglioffi, figlio di Jacobuccio, opera dello scultore tedesco Gualtiero d'Alemagna del 1415 su incarico di Maruccia Camponeschi, vedova del defunto. Dietro ad essa rimane un'absidiola, resto di quella che era una cappella dedicata a San Tommaso e il cui patronato era di Giovanni Gaglioffi. L'ambiente conserva un ciclo di affreschi tardogotici con Storie di San Giovanni Battista che mostrano un tono favolistico, ma attento ai dettagli descritti minuziosamente, dei personaggi minuti e sottili posti in pose scomposte e dinamiche, ed una gamma cromatica molto vivace, caratterizzata dalla presenza dei rossi, dei gialli e dei verdi, caratteri che evidenziano connessioni con la cultura figurativa gotico cortese emiliana e con le miniature realizzate negli scriptoria lombardi. Gli affreschi sono stati attribuiti alla mano di Antonio Martini di Atri sebbene la critica non sia completamente concorde, e potrebbero comunque essere stati realizzati tra 1375 e 1377 circa.